# Friedrich Wilhelm Euler (Genealoge)
Friedrich Wilhelm Euler (* 19. Mai 1908 in Bensheim; † 14. Februar 1995 ebenda) war ein deutscher Archivar, Nationalsozialist und antisemitischer Genealoge. Die Sammlungen Friedrich Wilhelm Eulers und des von ihm gegründeten Instituts zur Erforschung historischer Führungsschichten in Bensheim sind in die Sammlungen des Instituts für Personengeschichte in Bensheim übergegangen. Vor allem in der Zeit des Nationalsozialismus schrieb er auch unter dem Pseudonym Wilfried Euler (Abkürzung und Neuzusammensetzung der Taufnamen).

## Leben
Friedrich Wilhelm Euler war ein Sohn von Karl Euler († 1933) und ein Enkel des Bensheimer Papierfabrikanten Wilhelm Euler. Sein Bruder war der Opernsänger Horst Euler.
Er studierte an der Technischen Hochschule München und an der Ludwig-Maximilians-Universität Rechtswissenschaft. Am 10. Mai 1928 wurde er Fuchs im Corps Vitruvia. Am 2. März 1929 recipiert, focht er  acht Partien, vier mit Rheinpfälzern und vier mit Cisaren. Als Inaktiver wechselte er 1930 an die Hessische Ludwigs-Universität. Dort verkehrte er beim Corps Hassia Gießen. 1931 kehrte er nach München zurück, wo er das Referendarexamen ablegte.

### Rassenforschung zur Zeit des Nationalsozialismus
1932 arbeitete Euler im Braunen Haus an einer Ahnenstammkartei. Die Archivarlaufbahn begann er 1933 im Reichsministerium des Innern. Unter Achim Gercke war er damit beschäftigt, die Daten über Mischehen und jüdische Mischlinge genealogisch und statistisch zu erfassen. Seine „Mischlingszahlen“ waren auch die Datenbasis für die 1935 erlassenen Nürnberger Gesetze. Er schätzte dabei die Zahl der Juden und „jüdischen Mischlinge“ in Deutschland auf 1,5 Millionen. Dabei ging er in seinen Nachforschungen über jüdische Vorfahren zurück bis in das 17. Jahrhundert. Sein Schwerpunkt war das Aufspüren von „Rassendurchmischungen“ zwischen „Ariern“ und Juden. Nachdem Gercke im Januar 1935 aller seiner Ämter enthoben und Kurt Mayer, der spätere Amtschef der Reichsstelle für Sippenforschung, dessen Nachfolger wurde, wechselte Euler zunächst ins Reichsministerium für Volksaufklärung und Propaganda, wo er bei Wilhelm Ziegler am Institut zum Studium der Judenfrage arbeitete. Zu der Veröffentlichung Die Juden in Deutschland lieferte Euler die Daten über jüdische Aufsichtsräte und Bankiers, die angeblich die Weimarer Republik beherrscht hätten. 
1935 aus dem ministeriellen Dienst entlassen, wurde Euler bald darauf in München Forschungsbeauftragter und Archivar im Reichsinstitut für Geschichte des neuen Deutschlands unter Walter Frank. Dort wurde er Mitarbeiter von Wilhelm Grau. 1936 erstellte er eine Statistik über Judentaufen und Mischehen in Deutschland. Dieser Arbeit kam eine unmittelbare erkennungsdienstliche Bedeutung zu. Seit 1944 Reichsarchivar, war er der Kulturabteilung des Auswärtigen Amts zugeteilt. Er war im Zweiten Weltkrieg unabkömmlich gestellt, wurde aber mehrfach zum Heer (Wehrmacht) einberufen (Oberschlesien). Gegen Kriegsende geriet er in amerikanische Gefangenschaft. 
Weitere Arbeiten widmete Euler unter anderem der „Rückkreuzung der Judenmischlinge“. Mit der Rückkreuzung wollte Euler „nachweisen, dass das Blut stärker war als der noch so ernste Wille zur rassischen Angleichung“. Ausführlich ging er dabei auf die Nachkommen der Familie Mendelssohn ein. Für die Arbeit an diesem Werk ließ Euler über das Allgemeine Suchblatt für Sippenforscher einen Aufruf veröffentlichen, in dem Mitglieder von Geschichtsvereinen an der Erfassung von Übertritten von Juden zu einer christlichen Konfession mithelfen sollten. Ebenso sollten Heiraten und Nachfahren dieser Personen, wie auch alle Mischehen getaufter Juden erfasst werden. 1939 wurde dieser Aufruf erneut gedruckt. Mit seinen Nachforschungen wollte Euler das „Eindringen jüdischen Blutes“ in die Oberschicht nachweisen. In seinen Rückkreuzungsveröffentlichungen stellte er die These auf, dass die „rassischen Merkmale jüdischer Ahnen aus ihrer Nachkommenschaft nur selten verschwunden sei, da das Blut stärker als der noch so ernste Wille zur rassischen Angleichung“ war.
Nach 1940 dehnte Euler seine Forschungsarbeiten auf Italien, Frankreich und England aus. 1941 veröffentlichte er eine Schrift über die „Verjudung der englischen Oberschicht“. Im Illustrierten Beobachter erschien dazu von Januar bis April 1942 eine Serie mit der Überschrift „Wer beherrscht England? Ein Blick in die Herrenschicht des Empire“. Später arbeitete er am Diplomatischen Jahrbuch zur jüdischen Weltpolitik mit, das 1944 ohne Nennung der Autoren veröffentlicht wurde.

### Personenforschung nach 1945
Ab 1946 war Euler ständiger Mitarbeiter der Neuen Deutschen Biographie bei der Historischen Kommission bei der Bayerischen Akademie der Wissenschaften. Über sein Institut in Bensheim besorgte er das fünfbändige Werk Deutsche Führungsschichten in der Neuzeit, für das er belastete Historiker wie Günther Franz, Hellmuth Rössler und Herbert Helbig von der Ranke-Gesellschaft als Herausgeber einband. Im Juli 1946 bestätigte Euler in einer eidesstattlichen Erklärung dem Historiker Karl Alexander von Müller auf dessen Bitte „seine Distanz zur Judenforschung“. 1993 gründete sich die Friedrich-Wilhelm-Euler-Stiftung, die seit 2008 unter dem neuen Namen Stiftung für Personengeschichte heute das Institut für Personengeschichte trägt, das den genealogischen Ansatz Eulers – ohne den ideologischen Ursprung – weiter verfolgt. Zudem wirkte er Jahrzehnte bei der Redaktion der Genealogischen Handbücher des Adels des Deutschen Adelsarchivs unter Walter von Hueck mit.

## Genealogische Mitwirkungen
- Meyers Enzyklopädisches Lexikon, im Bibliographischen Institut, Mannheim
- Biographisches Wörterbuch zur deutschen Geschichte, bearbeitet von Karl Bosl, Günther Franz und Hanns Hubert Hofmann, A. Francke Verlag, München 1973 ff.
- Hauptbearbeiter der Merck’schen Familienzeitschrift (MFZ) Band 20, 1960 bis Bd. 25, 1975 (Darmstadt)
- Hauptbearbeiter von Ahnen und Enkel, Bd. 1, 1955 bis Bd. 5, 1971 (Limburg an der Lahn)
- Genealogisches Handbuchs des in Bayern immatrikulierten Adels, herausgegeben von der Vereinigung des Adels in Bayern, Verlag Degener & Co., Neustadt, seit 1950
- Genealogisches Handbuch des Adels, ab Band 1 (1950), als Mitarbeiter des Hauptbearbeiters Hans Friedrich von Ehrenkrook, später bei Walter von Hueck
- Deutsches Geschlechterbuch, ab Band 120 (1955)
- Deutsche Führungsschichten in der Neuzeit, ab Band 1 (1963–1993)

## Veröffentlichungen
- Wilhelm Koch [1866–1957, Genealoge]. In: Einst und Jetzt, Jahrbuch des Vereins für corpsstudentische Geschichtsforschung, Bd. 3 (1958), S. 153–155.
- Fritz Groos [1889–1971, HNO-Arzt in Darmstadt, Vertrauter der Familie Merck]. In: Einst und Jetzt, Bd. 17 (1972), S. 214–217.
- Genealogische Schwerpunktforschung. Ein Weg zur systematischen Erschließung der genealogischen Quellen. In: Genealogie. Deutsche Zeitschrift für Familienkunde. Band 22, 44. Jg. 1995, S. 450–461.

## Ehrungen
- Johann-Christoph-Gatterer-Medaille in Silber

## Biobibliografie
- B. Ph. Schroeder: Biobibliographie F. W. Euler. In: Archiv für Sippenforschung. 44. Jg. 1978 u. 49. Jg., 1983, S. 2–3.